# 吳承燾
吳承燾（？—？），字仁甫，號少泉，直隸蘇州府吳江縣人，匠籍，明朝政治人物。

## 生平
嘉靖二十八年（1549年）己酉科應天府鄉試第一百二十三名舉人。嘉靖三十二年（1553年）中式癸丑科會試第二百九十九名，三甲第二十四名進士。吏部观政，授福建寿宁知县，调崇安县，升礼部主事，改吏部主事，升员外郎、文选司署郎中，四十一年（1562年）七月升为太常寺少卿提督四夷馆，四十二年四月以考察调外任。历升山东按察司副使，隆慶元年（1567年）八月升山东左参政，三年十月升湖广按察使，四年四月升广西右布政使，五年正月考察去职。

## 家族
曾祖吳洪，資善大夫南京刑部尚書 贈太子少保；祖父吳山，前刑部尚書；父吳邦棟，監生。母徐氏。兄承熙（官生）、弟承光、承照、承謙，俱生员；承默、承廉、承撫、承烈、承點。